# تشارلز ف ماكلولين
تشارلز ف ماكلولين (بالإنجليزية: Charles F. McLaughlin) (و. 1887 – 1976 م) هو سياسي، وقاض، ومحام من الولايات المتحدة الأمريكية ولد في لينكون، نبراسكا.

## التعليم
تعلم في جامعة كولومبيا.